# Stadsgraanzuiger No.19 (schip, 1927)
De STADSGRAANZUIGER No.19 is de enige nog overgebleven drijvende graanelevator in Europa, maar dan wel als museumschip en varend monument. De graanelevator komt in vrijwel iedere vorm van beeldende kunst voor, als zijnde beeldbepalend voor het stadsgezicht van Rotterdam.
Het schip bestaat uit een ponton met een stalen constructie, waarin bovenin twee stoomaangedreven vacuümpompen staan, een groot rond vat (de recipiënt), waarin door de pompen een onderdruk wordt opgewekt, en daaronder een weegschaal. Met die onderdruk werd door middel van verstelbare zuigbuizen graan en derivaten, tapioca, maniok, soja- en cocosschroot en dergelijk licht materiaal uit zeeschepen opgezogen en na weging overgeslagen in coasters en binnenschepen.
In de Rotterdamse haven worden drijvende elevatoren - daar "veters" genoemd - niet meer gebruikt. Kranen met een grote capaciteit, tot 50 ton per hijs, hebben de rol van de zuiger overgenomen.

## Geschiedenis
In september 1979 droeg de Graan Elevator Maatschappij (GEM), de in 1975 buiten dienst gestelde ELEVATOR 4 over aan de Stoom Stichting Nederland (SSN) en deze verliet daarmee de Maashaven voor Delfshaven. Het bleek dat deze stichting onvoldoende in staat was het onderhoud te verzorgen en de GEM nam het schip terug in beheer. Het meest dringende onderhoud werd verricht, opnieuw in de Maashaven.
In februari 1984 werd de Stichting Technische Restauraties Rijnmond (STERR) opgericht. Het was de bedoeling met inzet van mensen zonder betaald werk de restauratie en beheer van industrieel erfgoed uit te voeren. ELEVATOR 4 werd aan de stichting overgedragen. Maar ook die stichting kon niet alle onderdelen restaureren en men vond in de zoektocht naar vervanging in Antwerpen de STADSGRAANZUIGER No.19. Men vond ook de middelen om het schip te kopen en in mei 1985 kon het naar Rotterdam worden versleept.
Ook de STERR had uiteindelijk gebrek aan kennis, geld en voor een toekomstperspectief kwam men uit bij het toen nog op te richten Maritiem Buitenmuseum (MBM). In september 1987 was de start van het MBM met een groot stoomevenement met onder andere de elevator in de Leuvehaven. Er werden daarmee vrijwilligers geworven voor de restauratie. De elevatoren werden tijdelijk  ondergebracht in de Stichting Rotterdamse Graanelevator (SRG).
Uitgebreid technisch onderzoek, door een onafhankelijke partij, leerde dat Elevator 4 in onomkeerbaar slechte staat verkeerde, STADSGRAANZUIGER No.19 in aanzienlijk betere staat. Dit schip werd behouden en onderdelen van ELEVATOR 4 hergebruikt.
Omdat de Leuvehaven op dat moment nog actief in gebruik was bij de binnenvaart, werd het schip verhaald naar de Wolfshoek. Uiteindelijk nam het Maritiem Museum Rotterdam het schip over en gaf het weer in bruikleen aan de SRG. Het kreeg een ligplaats bij het museum in de Leuvehaven.
Het Maritiem Museum Rotterdam en het Museum aan de Stroom in Antwerpen zijn in 2015 gaan samenwerken om de zuiger gezamenlijk te kunnen exploiteren en  wisselend in Antwerpen en in Rotterdam ten toon te stellen. Het voordeel is dat Antwerpen haar ‘haventuig’ regelmatig terug in beheer krijgt en de Vlaamse graanoverslag die aandacht die ze verdient. Ook Vlaamse vrijwilligers worden opgeleid tot ‘vaste’ Vlaamse bemanning. De graanzuiger krijgt daarmee de status van ‘geregistreerd Vlaams erfgoed’ en later die van ‘opengesteld erfgoed’. Door regelmatig in Vlaams water te zijn werd financiering voor een ‘beheersplan’ mogelijk en kan het schip ingrijpend worden gerestaureerd. Het werd daarvoor in mei 2021 versleept naar scheepswerf Talsma in Franeker. De restauratie is iets uitgelopen, de deuren en ramen van de graanzuiger zijn vervangen; het onderwaterschip, de weegkamer en de stootlijsten werden aangepakt. Ook kreeg de elevator zijn oorspronkelijke kleuren terug. Begin mei 2022 kwam het werkende museumstuk weer in de Leuvehaven te liggen.

## De werking
In de recipiënt wordt de lucht door doekfilters naar vacuümpompen gevoerd en hoog boven het dek afgeblazen. Door de zo ontstane onderdruk stroomt lucht in de zuigbuis en neemt het product mee. Het product valt via een sluis in de bovenbunker. Hier heerst gewone luchtdruk. Vanuit deze bunker valt het product via een door de weger bediende schuif in de basculeweegschaal met een capaciteit van maximaal 3000 kg per weging. Na het wegen valt het product via een afvoerklep in de onderbunker. Via een uitschuifbare stortpijp met afsluitklep (om het naastgelegen binnenschip te kunnen verhalen) wordt het product in het ruim van dat binnenschip overgeslagen.
Het massaproduct dat uit een zeeschip komt is gewoonlijk niet vrij van stof, vuil en ongedierte. Dat vormt echter onderdeel van de lading waar door de ontvanger voor betaald is. Het werd daarom gewoon meegewogen.

## De stoommachine
- 2-cilinder, niet omkeerbare, expansie machine, fabricaat: Amme Luther Werke Braunschweig (Duitsland)
- Diameter hoge druk cilinder: 440 mm.
- Diameter lage druk cilinder: 760 mm.
- Slag: 500 mm. Verhouding: 1 :1,73
- Omwentelingen: 110
- Vermogen: ±275 IPK

## De ketel
- Type: Schotse ketel
- Fabrikaat: Verschuure Amsterdam
- Bouwjaar: 1947
- Fabrieksnummer 204
- Registratienummer. 271.312
- Verwarmd oppervlak: 127.IM2
- Hoogst toegestane werkdruk: 10 kg/cm